# Mark Todd
Mark Todd, född 1 mars 1956 i Nya Zeeland, är en fälttävlansryttare som har ridit flera mästerskap inklusive flera OS. Han rider även slätlöp trots sin längd på dryga 190 cm. Han har vunnit individuella guldmedaljer i två olympiska spel, Los Angeles 1984 och Seoul 1988. Han har vunnit Badminton Horse Trials vid fyra tillfällen och Burghley Horse Trials vid fem tillfällen, båda tävlingarna avgörs på den högsta nivån CCI****.